# Андрієвка (Бірський район)
Андрі́євка (рос. Андреевка, башк. Андреевка) — присілок у складі Бірського району Башкортостану, Росія. Входить до складу Кусекеєвської сільської ради.
Населення — 2 особи (2010; 0 у 2002).